# Єдина система програмної документації
Єди́на систе́ма програ́мної документа́ції (ЄСПД) — комплекс міждержавних стандартів, що встановлюють взаємопов'язані правила розробки, оформлення та обігу програм і програмної документації.
У стандартах ЄСПД встановлюють вимоги, які регламентують розробку, супровід, виготовлення та експлуатацію програм, що забезпечує можливість:
- уніфікації програмних виробів для взаємного обміну програмами та застосування раніше розроблених програм у нових розробках;
- зниження трудомісткості і підвищення ефективності розробки, супроводу, виготовлення і експлуатації програмних засобів;
- автоматизації виготовлення і зберігання програмної документації.

Супровід програми включає аналіз функціювання, розвиток і вдосконалення програми, а також внесення змін до неї з метою усунення помилок.

## Класифікація
Стандарти ЄСПД поділяють на групи, наведені у таблиці.
| Код групи | Назва групи                                    |
| --------- | ---------------------------------------------- |
| 0         | Загальні положення                             |
| 1         | Основоположні стандарти                        |
| 2         | Правила виконання документації розробки        |
| 3         | Правила виконання документації виготовлення    |
| 4         | Правила виконання документації супроводу       |
| 5         | Правила виконання експлуатаційної документації |
| 6         | Правила обігу програмної документації          |
| 7         | Резервні групи                                 |
| 8         | Резервні групи                                 |
| 9         | Інші стандарти                                 |

Позначення стандарту ЄСПД має складатися з:
- числа «19», присвоєного класу стандартів ЄСПД;
- однієї цифри (після крапки), що позначає код класифікаційної групи стандартів, зазначений у таблиці, наведеній вище;
- двозначного числа, що визначає порядковий номер стандарту в групі;
- двозначного числа (після тире), що вказує рік реєстрації стандарту.

## Перелік стандартів, що входять в ЄСПД
- ГОСТ 19.001-77. ЕСПД. Общие положения.
- ГОСТ 19.005-85. ЕСПД. Р-схемы алгоритмов и программ. Обозначения условные графические и правила выполнения.
- ГОСТ 19.101-77. ЕСПД. Виды программ и программных документов.
- ГОСТ 19.102-77. ЕСПД. Стадии разработки.
- ГОСТ 19.103-77. ЕСПД. Обозначение программ и программных документов.
- ГОСТ 19.104-78. ЕСПД. Основные надписи.
- ГОСТ 19.105-78. ЕСПД. Общие требования к программным документам.
- ГОСТ 19.106-78. ЕСПД. Требования к программным документам, выполненным печатным способом.
- ГОСТ 19.201-78. ЕСПД. Техническое задание. Требования к содержанию и оформлению.
- ГОСТ 19.202-78. ЕСПД. Спецификация. Требования к содержанию и оформлению.
- ГОСТ 19.301-79. ЕСПД. Программа и методика испытаний. Требования к содержанию и оформлению.
- ГОСТ 19.401-78. ЕСПД. Текст программы. Требования к содержанию и оформлению.
- ГОСТ 19.402-78. ЕСПД. Описание программы.
- ГОСТ 19.403-79. ЕСПД. Ведомость держателей подлинников.
- ГОСТ 19.404-79. ЕСПД. Пояснительная записка. Требования к содержанию и оформлению.
- ГОСТ 19.501-78. ЕСПД. Формуляр. Требования к содержанию и оформлению.
- ГОСТ 19.502-78. ЕСПД. Общее описание. Требования к содержанию и оформлению.
- ГОСТ 19.503-79. ЕСПД. Руководство системного программиста. Требования к содержанию и оформлению.
- ГОСТ 19.504-79. ЕСПД. Руководство программиста. Требования к содержанию и оформлению.
- ГОСТ 19.505-79. ЕСПД. Руководство оператора. Требования к содержанию и оформлению.
- ГОСТ 19.506-79. ЕСПД. Описание языка. Требования к содержанию и оформлению.
- ГОСТ 19.507-79. ЕСПД. Ведомость эксплуатационных документов.
- ГОСТ 19.508-79. ЕСПД. Руководство по техническому обслуживанию. Требования к содержанию и оформлению.
- ГОСТ 19.601-78. ЕСПД. Общие правила дублирования, учета и хранения.
- ГОСТ 19.602-78. ЕСПД. Правила дублирования, учета и хранения программных документов, выполненных печатным способом.
- ГОСТ 19.603-78. ЕСПД. Общие правила внесения изменений.
- ГОСТ 19.604-78. ЕСПД. Правила внесения изменений в программные документы, выполненные печатным способом.
- ГОСТ 19.701-90 (ИСО 5807-85). ЕСПД. Схемы алгоритмов, программ, данных и систем. Условные обозначения и правила выполнения.
- ГОСТ 19.781-90. Обеспечение систем обработки информации программное. Термины и определения.